# Manicotto (abbigliamento)

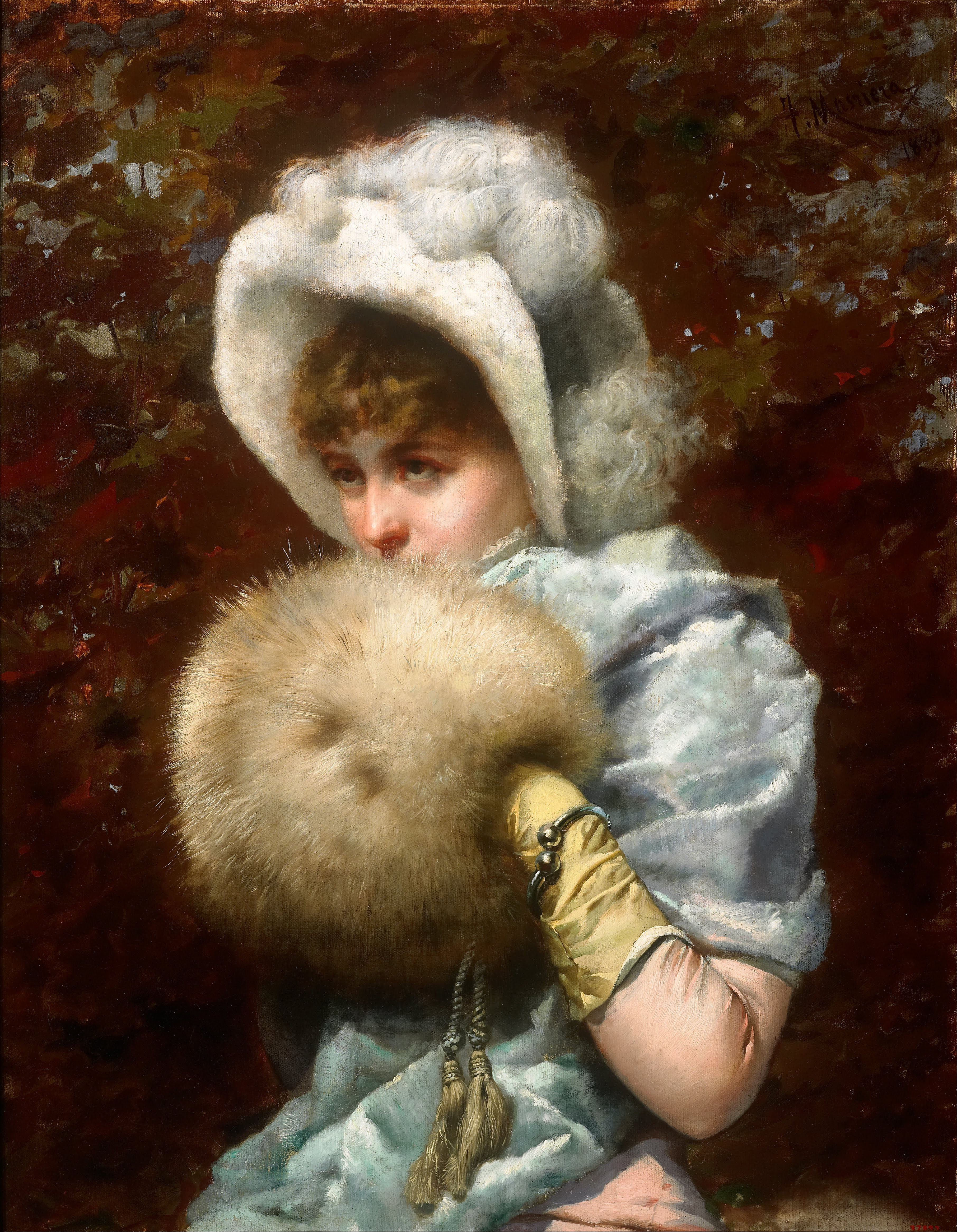
Inverno del 1882 (1882) di Francesc Masriera

Un manicotto è un accessorio di abbigliamento che presenta la forma di un tubo ovattato in pelliccia o tessuto imbottito. Benché abbia come scopo principale quello di riparare le mani dal freddo, a volte il manicotto viene adoperato anche solo come puro accessorio elegante.

## Storia

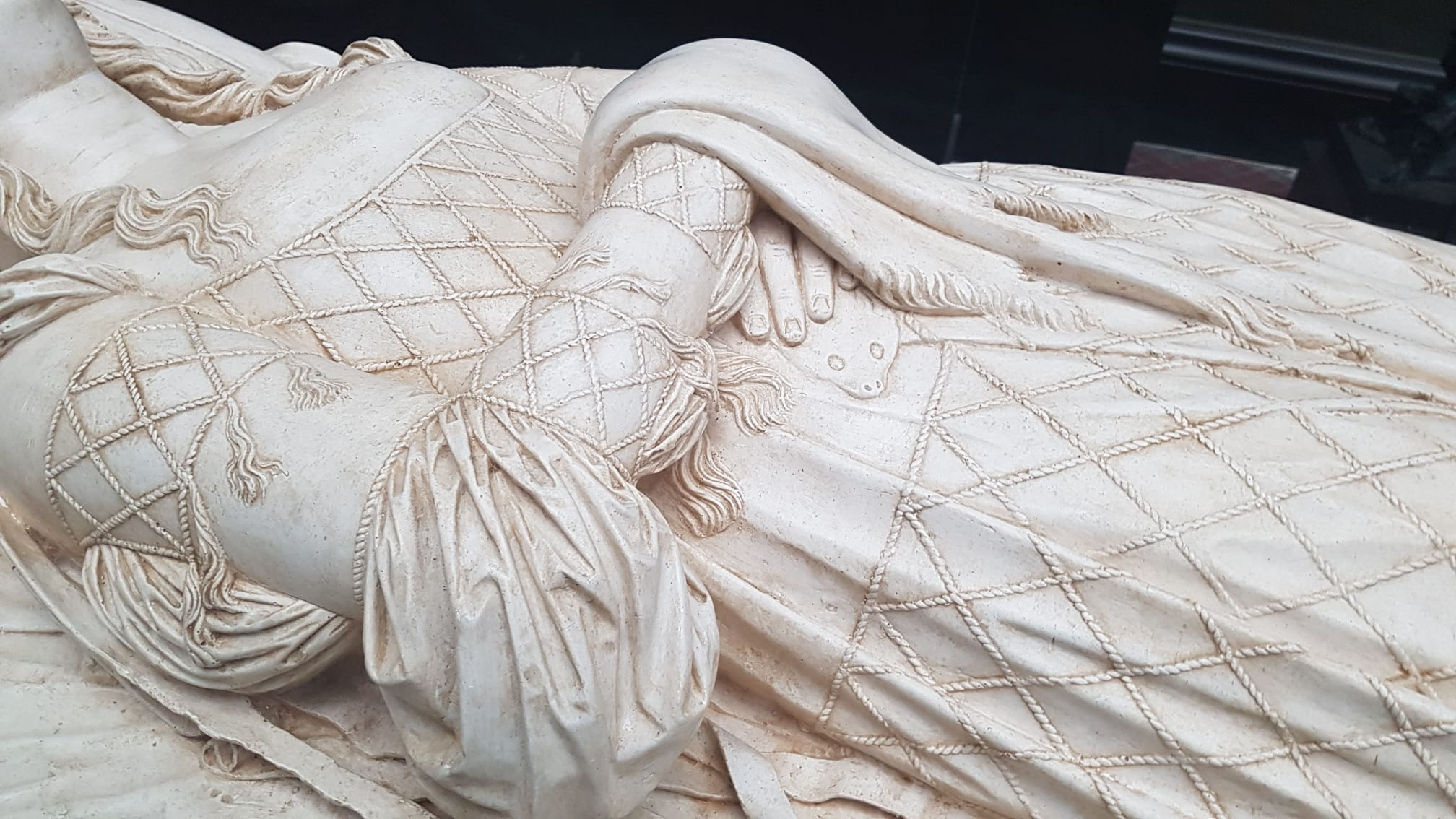
Dettaglio del manicotto di zibetto nel Cenotafio di Ludovico il Moro e Beatrice d'Este alla Certosa di Pavia, 1497-1499: una delle mode lanciate dalla duchessa Beatrice, la Novarum vestitum inventrix.

Il manicotto avrebbe origini nordiche, e risulta inventato nella corte dei Borgogna nella seconda metà del Quattrocento. Verso il 1570, il manicotto divenne un oggetto di uso comune anche fra gli uomini; fra coloro che lo utilizzavano vi era Luigi XIV. Nella stessa epoca si diffuse, prima a Venezia e poi in tutta Italia, la simile manizza. Durante l'Ottocento, l'accessorio veniva utilizzato dalle donne nobili.